# 이풍 (촉한)
이풍(李豊, ? ~ ?)은 중국 삼국 시대 촉한의 정치가로, 이엄의 아들이다.

## 사적
건흥 8년(230년), 조진이 쳐들어와 제갈량이 이엄을 강주에서 한중으로 옮겨 주둔하게 하면서, 제갈량에게서 강주 도독군으로 임명돼 아버지의 뒷일을 맡았다.
건흥 9년(231년), 아버지 이엄이 군량 수송에 차질을 빚자 수작을 부려 제갈량이 죄를 받게 하려고 했으나 들통나 면직되고 자동으로 유배갔으며, 이풍은 병권을 빼앗기고 종사중랑이 되어 장완과 함께 승상부의 일을 보았다.
훗날, 이풍의 관직은 주제태수에 이르렀다.